# Ciudad Madero
Ciudad Madero là một đô thị thuộc bang Tamaulipas, México. Năm 2005, dân số của đô thị này là 193045 người.